# 南部誠治
南部 誠治（なんぶ せいじ、1912年10月19日 - 1981年7月1日）は、日本の経営者。山陽電気鉄道社長を務めた。

## 経歴
福井県大野市出身。1936年に慶應義塾大学経済学部を卒業し、同年に山陽電気鉄道に入社。1957年11月に取締役に就任し、1959年9月に常務、1969年11月に専務、1974年11月に副社長を経て、1977年6月に社長に就任。
1970年6月に運輸大臣表彰を受け、1976年11月に藍綬褒章を受章。
1981年7月1日、急性心不全のために死去。68歳没。